# Pelee Island
Pelee Island ist eine Insel im Eriesee und gehört zur kanadischen Provinz Ontario. Die Binneninsel hat eine Fläche von ca. 40 km² und ist damit die größte Insel innerhalb des Eriesees. Sie liegt nördlich der Middle Island und vollständig auf dem Gemeindegebiet des Township of Pelee, das neben diesen beiden Inseln noch Middle Sister Island, Hen Island, Big und Little Chicken Island, Chick Island, East Sister Island und North Harbour Island umfasst.

## Geschichte
Auf der Insel wurden zahlreiche archäologische Funde gemacht. Früheste Funde sind Speerspitzen aus der späten Altsteinzeit. 1788 wurde die Insel an Thomas McKee verpachtet. Das älteste noch existierende Haus auf der Insel ist die Fox Log Cabin, die in den 1830ern gebaut wurde. 1834 siedelte erstmals die Familie McCormick permanent auf der Insel. In den 1860ern kam schließlich der Weinbau nach Pelee Island.

## Demographie
Die Bevölkerungszählung im Jahr 2021 ergab für die Gemeinde und damit für die Insel 230 Bewohner, während sie 2011 noch 171 zählte. Im Sommer erhöht sich diese Zahl durch Touristen jedoch um etwa 1000 weitere Menschen.
| Jahr          | 2011 | 2016 | 2021 |
| ------------- | ---- | ---- | ---- |
| Einwohnerzahl | 171  | 235  | 230  |

## Klima
|                        | Jan  | Feb  | Mär  | Apr  | Mai  | Jun  | Jul  | Aug  | Sep  | Okt  | Nov  | Dez  |   |       |
| Mittl. Temperatur (°C) | −5   | −3,6 | 1,7  | 7,4  | 13,9 | 19,9 | 23,2 | 22,2 | 18,5 | 12,4 | 5,4  | −0,9 | ⌀ | 9,7   |
| Mittl. Tagesmax. (°C)  | −2   | −0,3 | 5,1  | 11,3 | 18   | 24,2 | 27,5 | 26,3 | 22,7 | 16,2 | 8,1  | 1,8  | ⌀ | 13,3  |
| Mittl. Tagesmin. (°C)  | −8,1 | −7   | −1,9 | 3,4  | 9,7  | 15,5 | 18,9 | 18,1 | 14,2 | 8,6  | 2,5  | −3,7 | ⌀ | 5,9   |
|                        |      |      |      |      |      |      |      |      |      |      |      |      |   |       |
| Niederschlag (mm)      | 47,2 | 39,5 | 67,9 | 82   | 86,4 | 92,2 | 78,9 | 87,4 | 86   | 55,5 | 83,7 | 84,1 | Σ | 890,8 |
|                        |      |      |      |      |      |      |      |      |      |      |      |      |   |       |
| Regentage (d)          | 2    | 2    | 5    | 7    | 7    | 8    | 7    | 7    | 7    | 6    | 7    | 5    | Σ | 70    |

| −8,1 |

| −7 |

| −1,9 |

| 3,4 |

| 9,7 |

| 15,5 |

| 18,9 |

| 18,1 |

| 14,2 |

| 8,6 |

| 2,5 |

| −3,7 |

| −8,1 |

| −7 |

| −1,9 |

| 3,4 |

| 9,7 |

| 15,5 |

| 18,9 |

| 18,1 |

| 14,2 |

| 8,6 |

| 2,5 |

| −3,7 |

## Kultur und Natur
Der größte Teil der Insel wird als Fläche für die Landwirtschaft genutzt. Da es sich um einen der südlichsten Ausläufer Kanadas handelt, der geografisch auf der Höhe Roms liegt, wird hier sogar Wein angebaut. Ein großer Teil der Insel unterliegt dem Naturschutz. Über die gesamte Insel verteilt liegen verschiedene Schutzgebiete unterschiedlicher Größe. Die Insel ist dabei Teil einer wichtigen Flugroute für Zugvögel und bildet hier ein Rastgebiet. An der südlichen Landspitze der Insel befindet sich der Fish Point Provincial Park, und an der nordöstlichen Inselspitze der Lighthouse Point Provincial Park, zwei der Provincial Parks in Ontario. An der Nordwestseite der Insel befindet sich am Sheridan Point der Hulda’s Rock, der im Zentrum einer Legende nordamerikanischer Ureinwohner steht.
Auf der Westseite befindet sich das Pelee Island Heritage Centre, das Ausstellungsstücke rund um die Geschichte der Insel zeigt.

## Verkehr
Fährverbindungen nach Pelee Island bestehen je nach Jahreszeit von Leamington oder Kingsville in Kanada sowie von Sandusky in den USA mit Fahrzeiten von etwa 1,5 bzw. 1,75 h. Im Winter ist das seichtere südliche Ende des Sees von Eis bedeckt, sodass die Fähren zwischen Mitte Dezember und Mitte März nicht fahren. Die Insel hat einen kleinen Flughafen für Privatflugzeuge.